# Slaget vid Stegeborg
Slaget vid Stegeborg utkämpades vid Stegeborg, den 8 september 1598, mellan hertig Karl, sedermera Karl IX, och Sigismund, kung av Sverige och Polen. Sigismund segrade i slaget som var den första sammandrabbningen under Kriget mot Sigismund.

## Bakgrund
I augusti 1598 hade hertig Karls män lyckats omringa kung Sigismunds soldater och skära av deras trupptillförsel. I september blev hertigens armé dessutom allt mer närgången och ställde hårdare krav i förhandlingarna som pågick mellan parterna. Detta gjorde att Sigismund tvingades ta till vapen för att befria sig från den utsatta situationen. 
Kungen själv satt visserligen i en fälla, men han hade trupper på andra håll som kunde komma till undsättning. Hans Vejer fick order om att anfalla hertigens trupper i ryggen, västerifrån. En annan officer, Farensbach, ställde upp i slagordning framför fienden. Karl svarade genast.

## Slaget
På morgonen den 8 september gick hertig Karls utvilade soldater till anfall mot Stegeborg. De fick dock en riktig mardrömsstart och hamnade på en slätt mellan fiendernas eldar. En av Karls soldater stupade först av alla, vilket stärkte de Sigismundtrognas mod rejält. Enligt deras övertygelse skulle den här som först miste en soldat förlora hela striden.[källa behövs] De fick rätt. 
Efter några timmar gav Sigismund plötsligt order om att avbryta striden. Kungen ska ha givit efter för riksrådet Jöran Posses argument att det ju på båda sidorna var kungens egna undersåtar som föll. Sigismund lät hälsa sin farbror att han önskade en fredlig uppgörelse, och tillät hertigen att dra sig tillbaka. Enligt Sigismunds egen uppgift skulle det ha varit Karl som stått bakom och genom ombud förmått Posse att verka för underhandlingar. Stridsskildringarna från hertigens män nämner dock ingenting om detta.

## Resultat
Hertig Karl och hans armé drog sig snabbt tillbaka till sitt läger vid Mem. Förlusterna räknades till 300 man, men det var ändå prestigen som sved mest för Karl. Han kände sig extra förödmjukad när Sigismund uppträdde storsint. Allting blev så påfrestande att den vanligtvis envise Karl ville avgå och fly med sin familj från landet. Några högt uppsatta officerare lyckades dock övertala honom att stanna och kriget fortsatte.